# アウシュヴィッツの生還者
『アウシュヴィッツの生還者』（アウシュヴィッツのせいかんしゃ、原題：The Survivor）は、2021年のアメリカ合衆国の伝記映画。監督はバリー・レヴィンソン、出演はベン・フォスターとヴィッキー・クリープスなど。
アウシュヴィッツ強制収容所から生還したハリー・ハフトの半生を映画化。2021年9月に開催された第46回トロント国際映画祭のガラ・プレゼンテーション出品。

## ストーリー
ハリー・ハフトはナチス・ドイツのアウシュヴィッツ強制収容所から生還後、アメリカに渡りボクサーとして活躍していた。
ある日、ハリーは生き別れた恋人のレアに自分の生存を知らせるため、記者の取材を受ける。そこで彼は、自分が生き残ることができたのはナチス主催の賭けボクシングで同胞のユダヤ人たちに勝ち続けたからだと告白し、世間の注目を集めるが、レアはついに見つからず、彼女の死を確信したハリーはボクシングを引退する。だが、それから14年後、ハリーのもとにレアが生きているという報せが届く。

## キャスト
- ハリー・ハフト: ベン・フォスター
- ミリアム: ヴィッキー・クリープス
- シュナイダー: ビリー・マグヌッセン
- エモリー・アンダーソン: ピーター・サースガード
- ビル（ペペ）・ミラー: ジョン・レグイザモ
- チャーリー・ゴールドマン: ダニー・デヴィート
- レア・クリチンスキー: ダル・ズーゾフスキー（英語版）

## 作品の評価
Rotten Tomatoesによれば、69件の評論のうち高評価は86%にあたる59件で、平均点は10点満点中7.1点、批評家の一致した見解は「主演のベン・フォスターの迫力ある演技は『アウシュヴィッツの生還者』の重いテーマに対する感動的なキャラクター主導のアプローチをさらに高めている。」となっている。
Metacriticによれば、16件の評論のうち、高評価は11件、賛否混在は5件、低評価はなく、平均点は100点満点中71点となっている。